# Alain Simac
 (août 2025).
Si vous disposez d'ouvrages ou d'articles de référence ou si vous connaissez des sites web de qualité traitant du thème abordé ici, merci de compléter l'article en donnant les références utiles à sa vérifiabilité et en les liant à la section « Notes et références ».
Alain Simac, né le 18 février 1982 à Annecy, est un nageur français spécialisé dans la nage en eau glacée et la longue distance.
Il a été champion du monde en 2022, 2024 et 2025 (AG 40) et vainqueur de la coupe du monde 2024 IWSA (AG D) en ice swimming.
Il a  traversé en solo la Manche (2021, 28e français), le détroit de Gibraltar (2023, 9e français), le canal de Catalina (2024, 4e français) mais il a aussi fait le tour de Manhattan (2024, 4e français).
Il est le 3ème français à valider la Triple Crown (2024) en bouclant la Manche, Catalina et Manhattan.

## Carrière sportive
Actuellement licencié à Team GO.
Il était licencié dans différents clubs : Savoie Eau Libre (2022-2024), Tarare (2021-2022), AC Fidésien (2019-2021), Pierrelatte (2017-2019), Aix-les bains (2013-2016), Seynod (1997-1999) et Annecy (1993-1997).
L'essentiel de son palmarès de ces 10 dernières années est le suivant :
| 23 médailles mondiales dont 3 titres, 9 françaises dont 1 titre |
| 7 records du monde, 12 records de France                        |
| plus de 50 podiums sur des traversées                           |

Il est actuellement officiellement le détenteur du record du monde de distance en bassin de 25 mètres avec 102,234 km (record effectué le 6/7/8 mai 2017 à Pierrelatte) et il est le premier nageur au monde à nager 48 heures dans un bassin de 25 m en continu soit un second record du monde.
2014 : Il gagne la 30e édition des 24 heures de Lausanne avec 60 km et bat le record de l'épreuve détenu depuis 1996 par Julien Baillod (52 km en 14 heures). Il aura toutefois fallu pas moins de 21 heures à Alain Simac pour établir son record.

## Seven Ocean Swim et "Long swim"
En février 2022, il a annoncé le démarrage du challenge Seven Ocean Swim qui suit la traversée de la Manche dont elle fait partie.
| Date              | Course                                        | Distance | Distance réelle | Temps       | Classement    |
| ----------------- | --------------------------------------------- | -------- | --------------- | ----------- | ------------- |
|                   | North Channel                                 | 34 km    |                 |             |               |
|                   | Tsugaru                                       | 20 km    |                 |             |               |
| 04 septembre 2024 | Catalina Channel                              | 32 km    | 35 km           | 14h59min    | 3ème français |
|                   | Molokai Channel                               | 44 km    |                 |             |               |
|                   | Détroit de Cook                               | 26 km    |                 |             |               |
| 04 septembre 2023 | Détroit de Gibraltar (liaison Europe-Afrique) | 14,4 km  | 15,3 km         | 4 h 34 min  | 9ème français |
| 16 septembre 2021 | Manche                                        | 33 km    | 43 km           | 15 h 11 min | 27e français  |

## Swim to the world
Depuis 2023, il essaie également de relier les continents entre eux à la nage comme son nageur et ami marocain Hassan Baraka :
| Date              | Course                                        | Distance | Distance réelle | Temps      | Classement               |
| ----------------- | --------------------------------------------- | -------- | --------------- | ---------- | ------------------------ |
|                   | (liaison Europe-Amérique)                     |          |                 |            |                          |
|                   | (liaison Asie-Océanie)                        |          |                 |            |                          |
| 11 octobre 2023   | Rhodes - Marmaris (liaison Europe-Asie)       | 18km     | 17,8km          | 6 h 41 min | 1er français / 1er monde |
| 04 septembre 2023 | Détroit de Gibraltar (liaison Europe-Afrique) | 14,4 km  | 15,3 km         | 4 h 34 min | 9e français              |

## Traversée
Les traversées sont des évènements d'eau libre généralement hors compétition sur de longue distance et qui demandent une longue préparation.
| Date       | Course                                  | Distance | Temps       | Type                 | Classement               |
| ---------- | --------------------------------------- | -------- | ----------- | -------------------- | ------------------------ |
| 11/07/2025 | Traversée du Léman (largeur)            | 13 km    | 4h47        | Solo - LGSA          | 3ème général             |
| 09/07/2025 | Lac du Bourget (longueur)               | 18 km    | 6h17        | Solo                 |                          |
| 20/10/2024 | 20 bridges (New York)                   | 53km     | 8h50        | Solo - NYOW          | 4e français              |
| 04/09/2024 | Catalina (to LA)                        | 35km     | 14h59       | Solo - CCSF          | 4e français              |
| 23/03/2024 | Traversée du Nil (Assouan)              | 600m     | 9 min 11    | Solo                 |                          |
| 11/10/2023 | Rhodes - Marmaris (Europe-Asie)         | 18km     | 6h11        | Neda El MOn          | 1er français / 1er monde |
| 10/09/2023 | Lac du Bourget (longueur)               | 18 km    | 9h36        | Tandem               |                          |
| 09/09/2023 | Dock2Dock                               | 15 km    | 5h36        | Competition          | 2e 40–45 ans             |
| 04/09/2023 | Détroit de Gibraltar                    | 14,4 km  | 4h34        | Solo - ACNEG         | 10e français             |
| 04/09/2022 | Détroit de Gibraltar (retrait courants) | 8 km     | 2H30        | Solo - ACNEG         |                          |
| 11/07/2022 | Lac Léman (longueur)                    | 36 km    | 14h         | Solo - LGSA          |                          |
| 16/09/2021 | Traversée de la Manche                  | 43 km    | 15 h 11 min | Solo - CSA           | 28e français             |
| 11/08/2020 | Lac d’Annecy (longueur)                 | 18 km    | 4 h 40 min  | Solo                 |                          |
| 10/08/2020 | Lac du Bourget (longueur)               | 18 km    | 5 h 07 min  | Solo                 |                          |
| 12/07/2019 | Traversée du Léman (largeur)            | 13 km    | 4 h 23 min  | Solo ( LGSA          |                          |
| 12/2018    | Morocco Swim Trek                       | 30 km    | 10 h 18 min | Trek solo (4 étapes) |                          |
| 06/07/2018 | Traversée de la manche                  | 37 km    | 10 h 18 min | Relais - CSPF        | 15e performance mondiale |

## Natation course (25 et 50m)
Sa meilleure performance en natation course enregistrée dans la base de données de la fédération est de 1 074 points (les performances de niveau international dépassent les 1 400 points).
Pour les compétitions en Masters (plus de 25 ans) :
| Année | Type                 | Titre                            | Course                          | Type      |
| ----- | -------------------- | -------------------------------- | ------------------------------- | --------- |
| 2021  | France (Mulhouse)    | Champion de France               | 50 NL                           | 50 m      |
| 2021  | France (Mulhouse)    | Champion de France               | 50 Papillon                     | 50 m      |
| 2019  | Europe (EMG)         | 3e des EMG                       | 4 × 50 m 4N                     | 50 m      |
| 2019  | France (Chalon)      | Champion de France*              | 4 × 50 m NL                     | 50 m      |
| 2019  | France (Chalon)      | Champion de France*              | 4 × 50 m 4N                     | 50 m      |
| 2018  | Evenement (Lausanne) | 2e 24 h de Lausanne (64 km/24 h) | 24 heures                       | 25 m      |
| 2018  | France (Pierrelatte) | 3e du Ch. de France*             | 4 × 50 m 4N                     | 50 m      |
| 2017  | France (Vichy)       | Vice-champion de France*         | 4 × 50 m NL                     | 50 m      |
| 2017  | France (Dunkerque)   | Champion de France*              | 4 × 50 m NL                     | 25 m      |
| 2016  | Evenement (Lausanne) | 3e 24 h de Lausanne (30 km/9 h)  | 24 heures                       | 25 m      |
| 2016  | France (Canet)       | 3e du Ch. de France*             | 4 × 50 m NL                     | 50 m      |
| 2015  | Europe (EMG)         | Champion des EMG                 | 1 500 m                         | Eau libre |
| 2015  | Europe (EMG)         | Vice-champion des EMG            | 50 m papillon et 100 m papillon | 50 m      |
| 2015  | Europe (EMG)         | 3e des EMG                       | 100 m NL                        | 50 m      |
| 2015  | France (Chalon)      | Champion de France*              | 4 × 50 m NL                     | 50 m      |
| 2015  | France (Rennes)      | Vice-champion de France*         | 4 × 50 m NL                     | 25 m      |
| 2015  | France (Rennes)      | 3e du Ch. de France*             | 4 × 50 m 4N                     | 25 m      |

Pour les compétitions toutes catégories :
| 2021                         | Evenement (Sion)     | 2e 24 h de Sion                 | 24 heures | 25m  |
| 2015, 2016, 2019, 2020, 2022 | Evenement (Ugine)    | Vainqueur 3 nag'heures          | 3 heures  | 25 m |
| 2019                         | Evenement (Lausanne) | 2e 24 h de Lausanne             | 24 heures | 25 m |
| 2014                         | Evenement (Lausanne) | Vainqueur 24 h de Lausanne      | 24 heures | 25 m |
| 1996                         | France (Amiens)      | Champion de France minimes      | 50 m NL   | 50 m |
| 1996                         | France (Amiens)      | Vice-champion de France minimes | 100 m NL  | 50 m |

## Ice Swimming
Première participation à une compétition officielle de Ice Swimming (IISA) avec les premiers championnats de France de natation hivernale en 2019 puis IWSA avec les championnats du Monde de Nage hivernale en 2020 en Slovénie à Bled.
A participé à toutes les compétitions françaises et mondiales depuis 2019 (6 médailles françaises, 13 internationales) : 
- Monde IWSA : Tallin 2024, Bled 2023, Bled 2020
- Monde IISA : Molveni 2025, Samoëns 2023, Głogów 2022
- France : Megève 2022, Samoëns 2020, Vichy 2019

| Année          | Championnat   | Course                                        | T°     | Classement                                |
| -------------- | ------------- | --------------------------------------------- | ------ | ----------------------------------------- |
| 2025           | Mondiaux IISA | 50/100/250 NL, 50/100 Brasse, 100 Dos         | 0,9°C  | 3/4/2/1/2/3                               |
| 2024           | Mondiaux IWSA | 25/50/100 NL 100 Brasse et 25 PAP             | 0,6 °C | 3/1/3/2/3                                 |
| 2023           | Mondiaux IWSA | 25/50/100/200 NL et 25 PAP                    | 2,8 °C | 2/2/3/3/2                                 |
| 2023           | Mondiaux IISA | 50/100 NL et 50 Brasse                        | 3,0 °C | 2/3/2                                     |
| 2022           | Mondiaux IISA | 50/100 NL 50/100 Brasse 1004N                 | 2,8 °C | 2/2/2/1/2 avec RM 40-44 sur la 100 brasse |
| 2021           |               | Coupe des glaces à Morges 120m                | 4,0 °C | 2                                         |
| 2020           | France IISA   | 50 NL                                         | 4,5 °C | 3                                         |
| 2020           | Mondiaux IWSA | Mondiaux IWSA 25/50/100/200 Brasse 450/1000NL | 3,4 °C | 4/4/4/4/4/5                               |
| 2019           | France        | 50/200/1000 NL 50 pap/dos/brasse 200 brasse   | 4.8°C  | 2/2/5/4/3/1/2 avec RF 50 brasse TC        |
| 2018 2016 2015 | Coupe de Noël | Course 120m                                   | 5/7 °C | 3/2/3                                     |

## Longue durée
On parle de longue durée à partir de 6 heures.
| Année             | Course                              | Temps et distance | Type |
| ----------------- | ----------------------------------- | ----------------- | ---- |
| 2025 (4 juillet)  | 12 heures (Chambéry)                | 30 km             | 25m  |
| 2021 (5 décembre) | 24 heures de Sion                   | 43,3 km (18h)     | 25m  |
| 2019 (4 octobre)  | 24 heures de Lausanne               | 63,3 km (24 h)    | 25m  |
| 2019 (6 juin)     | 6 heures d'Orange                   | 19,2 km (6h)      | 25m  |
| 2017 (8 mai)      | 48 heures (Pierrelatte)             | 102,23 km (48h)   | 25m  |
| 2014 (5 octobre)  | 24 heures de Lausanne (30e édition) | 60 km (21h15)     | 25m  |

## Eau libre
Originaire d'une région proposant plusieurs courses en eau libre, il compte plusieurs victoires à son actif.
Il a remporté en 1998 et 2001 la traversée du lac d'Annecy (coupe promotionnelle de 1 000 m). En 2014, il remporte la traversée de Rives-Ripaille de Thonon en s'adjugeant le nouveau record de la traversée. Il termine troisième de la Coupe de Noël de Genève le 14 décembre 2014, derrière Julien Baillod et Benjamin Konshack, tous deux champions du monde en eau libre et en eau froide et second en décembre 2015 derrière Julien Baillod mais devant Benjamin Konshack.
| Année | Course                                          | Classement | Temps           |
| ----- | ----------------------------------------------- | ---------- | --------------- |
| 2025  | Traversée de Thonon (Rives-Ripailles) 2 500m    | 4          | 41 min 23       |
| 2025  | Traversée du Léman LGSA - 13km (no suit)        | 3          | 4 h 43 min      |
| 2025  | Championnat régional AURA Paladru               | 5          | 43 min 35       |
| 2024  | Traversée du lac Léman (demi-longueur) 36km     |            | 15h15           |
| 2023  | Dock2Dock London                                | 2 - C4     | 5h36            |
| 2023  | Championnat de France Eau Libre Master Quiberon | 3          | 1h28            |
| 2022  | Traversée du lac Léman (demi-longueur) 33km     |            | 11h             |
| 2021  | Coupe des glaces à Morges (6,9 °C) 120m         | 2          | 1 min 29 s      |
| 2020  | Championnat régional AURA Paladru               | 1 - C3     | 43 min 27 s     |
| 2020  | Lyon à la nage 1 000 m - Open Swim Stars        | 3          |                 |
| 2019  | Oceanman Cap d'Agde - 10km                      | 3          | 3 h 27 min      |
| 2019  | Oceanman Cap d'Agde - 1,5km                     | 1          | 22 min 17 s     |
| 2019  | Traversée du Léman LGSA - 13km (no suit)        | 8          | 4 h 23 min      |
| 2019  | Championnat régional AURA Paladru               | 1 - C3     | 41 min 33 s     |
| 2018  | Coupe de Noël à Geneve 120 m (7 °C)             | 3          | 1 min 11 s      |
| 2018  | Morocco Swim Trek (30km) (no suit)              | 11         | 10 h 18 min     |
| 2018  | AlpsMan Xperience Annecy 1900m                  | 2          | 28 min 11       |
| 2016  | Lyon à la nage 2 500 m - Open Swim Stars        | 1          | 35 min 45       |
| 2015  | Coupe de Noël à Geneve 120 m (7 °C)             | 2          | 1 min 06 s      |
| 2015  | European Master Games 1500                      | 1          | 21 min 58 s     |
| 2015  | Lyon à la nage 2 500 m                          | 2          | 33 min 48 s     |
| 2015  | Lyon à la nage 1 000 m                          | 5          | 14 min 45       |
| 2014  | Coupe de Noël à Geneve 120 m (5 °C)             | 3          | 1 min 09 s      |
| 2014  | Traversée de Pierrelate 3 000 m                 | 4          | 40 min 29 s     |
| 2014  | Traversée du lac d'Annecy 5 000 m               | 24         | 1 h 27 min 14 s |
| 2014  | Traversée de Thonon (Rives-Ripailles) 600 m     | 1          | 9 min 24 s      |
| 2014  | Traversée de Thonon (Rives-Ripailles) 1 500 m   | 3          | 21 min 28 s     |
| 2013  | Traversée de Thonon (Rives-Ripailles) 1 500 m   | 4          | 25 min 26 s     |
| 2013  | Traversée de Lépin-le-lac 3 000 m               | 51         | 51 min 14 s     |
| 2013  | Traversée de Lépin-le-lac 1 000 m               | 11         | 16 min 10 s     |
| 2012  | Traversée de Lépin-le-lac 1 000 m               | 17         | 18 min 43 s     |
| 2001  | Traversée du lac d'Annecy 1 000 m               | 1          |                 |
| 1998  | Traversée du lac d'Annecy 1 000 m               | 1          |                 |

## Records
Des records du Monde, d'Europe, de France ou juste régionaux :
| Année             | Niveau | Course                                         | Temps          | Type          |
| ----------------- | ------ | ---------------------------------------------- | -------------- | ------------- |
| 2024              | Monde  | 24h en relais à 10                             | 24h            | 103km         |
| 2024              | Monde  | Plus grand relais en eau glacée (Tallinn, 806) |                |               |
| 2023 (11 octobre) | Monde  | Traversée Rhodes-Marmaris (18km)               | 6 h 41 min     | LS            |
| 2022 (6 février)  | Monde  | 100 brasse                                     |                | 40-45 (−5 °C) |
| 2019 (2 février)  | Monde  | 1000m en Ice Swimming                          | 15 min 00 s 16 | 50 m (−5 °C)  |
| 2017 (8 mai)      | Monde  | 48 heures et + longue distance (bassin de 25)  | 102,234 km     | 25 m          |

| Année            | Niveau | Course                               | Temps               | Type |
| ---------------- | ------ | ------------------------------------ | ------------------- | ---- |
| 2014 (5 octobre) | Europe | 24 heures de Lausanne (30e édition). | 60 km (21 h 15 min) | 25 m |

| Année              | Niveau | Course                                                   | Temps                     | Type         |
| ------------------ | ------ | -------------------------------------------------------- | ------------------------- | ------------ |
| 2022 (7 février)   | France | 4 x 250 NL (Meloni/Joffle/Simac-Lejeune/Le Loher)        |                           | 25 m (−5 °C) |
| 2020 (8 février)   | France | 4 × 25 NL (Fuseau/Joffle/Simac-Lejeune/Zinsmeister)      | 58 s 45                   | 25 m (−5 °C) |
| 2020 (8 février)   | France | 4 × 25 brasse (Beysard/Zinsmeister/Joffle/Simac-Lejeune) | 1 min 11 s 65             | 25 m (−5 °C) |
| 2020 (7 février)   | France | 25 m brasse (−5 °C)                                      | 17 s 65                   | 25 m (−5 °C) |
| 2020 (6 février)   | France | 100 m brasse (−5 °C)                                     | 1 min 23 s 67             | 25 m (−5 °C) |
| 2019 (3 février)   | France | 50 m brasse (−5 °C)                                      | 37 s 62                   | 50 m (−5 °C) |
| 2017 (8 avril)     | France | 4 × 100 m 4N (Reynaud/Leblond/Grabski/Simac-Lejeune)     | 4 min 03 s 53 en R2       | 25 m         |
| 2017 (14 janvier)  | France | 4 × 100 m NL (Leblond/Olla/Voisin/Simac-Lejeune)         | 4 min 11 s 89 en R3 Mixte | 25 m         |
| 2016 (12 mars)     | France | 4 × 100 m 4N (Simac-Lejeune/Leblond/Alba/Larue)          | 4 min 31 s 96 en R1       | 25 m         |
| 2015 (12 décembre) | France | 4 × 100 m NL (Bruyère/Reynaud/Leblond/Simac-Lejeune)     | 3 min 45 s 79 en R1       | 25 m         |
| 2015 (31 mai)      | France | 4 × 100 m NL (Reynaud/Leblond/Alba/Simac-Lejeune)        | 3 min 49 s 84 en R1       | 50 m         |
| 2015 (31 mai)      | France | 4 × 100 m 4N (Reynaud/Leblond/Alba/Simac-Lejeune)        | 4 min 19 s 33 en R1       | 50 m         |

| Année          | Niveau   | Course                                            | Temps               | Type |
| -------------- | -------- | ------------------------------------------------- | ------------------- | ---- |
| 2016 (26 mai)  | Régional | 4 × 50 m 4N (Reynaud/Coincon/Larue/Simac-Lejeune) | 1 min 55 s 15 en R2 | 50 m |
| 2016 (24 mai)  | Régional | 4 × 50 m NL (Reynaud/Leblond/Larue/Simac-Lejeune) | 1 min 39 s 49 en R1 | 50 m |
| 2015 (27 mars) | Régional | 50 m NL (Dauphiné-Savoie)                         | 25 s 95             | 25 m |
| 2014           | Régional | 600 m (Rives-Ripaille)                            | 9 min 24 s          | N/A  |
| 2013           | Régional | 200 m NL (Dauphiné-Savoie)                        | 2 min 03 s 24       | 50 m |

## Triathlon
| Année | Lieu          | Course                                    | Distance | Place Scratch | Place Catégorie |
| ----- | ------------- | ----------------------------------------- | -------- | ------------- | --------------- |
| 2018  | Aix-les-Bains | Taille M - Relais Mixte - Partie natation | 1 500 m  | 2             | 1               |
| 2017  | Aix-les-Bains | Taille M - Relais Homme - Partie natation | 1 500 m  | 1             | 1               |
| 2016  | Aix-les-Bains | Taille M - Relais Homme - Partie natation | 1 500 m  | 2             | 2               |
| 2015  | Aix-les-Bains | Taille S - Relais Homme - Partie natation | 400 m    | 2             | 2               |
| 2014  | Aix-les-Bains | Taille S - Relais Homme - Partie CaP      | 3 000 m  | 2             | 2               |
| 2013  | Aix-les-Bains | Taille S - Relais Homme - Partie natation | 400 m    | 2             | 2               |

## Vie professionnelle
Il a soutenu une thèse en Informatique intitulée "Modélisation et gestion de concepts, en particulier temporels, pour l'assistance à la caractérisation de séquences d'images" aux Universités de Grenoble et a publié plusieurs articles dans le domaine de l'Extraction de caractéristique en vision par ordinateur et des textes et dans la recherche de similitudes inter-documents.
Il a notamment dirigé les campus d'enseignement supérieur suivant :
| Ecole               | Lieu     | Fonction                    | Groupe                      |
| ------------------- | -------- | --------------------------- | --------------------------- |
| ESME Sudria         | Lyon     | Directeur de l'école        | IONIS Education             |
| ESTA                | Lyon     | Directeur de l'école        | CCI Lyon Metropole          |
| IPAC/MBWay/WIN/IPBF | Chambéry | Directeur de campus         | EduServices                 |
| EPSI/WIS            | Lyon     | Directeur de campus         | Compétences & Développement |
| GTECH               | Lyon     | Directeur de marque / école | QUEST Education             |